# Carcharodon hastalis
Cosmopolitodus hastalis, Isurus hastalis, Oxyrhina hastalis, Isurus smithii, Isurus tumulus, Oxyrhina acuminata, Oxyrhina lata, Oxyrhina trigonodon, Oxyrhina tumula · Requin mako géant, Requin mako à grandes dents
Espèce
Synonymes
- Cosmopolitodus hastalis,
- Isurus hastalis,
- Oxyrhina hastalis
- Isurus smithii Jordan 1907,
- Isurus tumulus Agassiz 1856,
- Oxyrhina acuminata Davis 1888,
- Oxyrhina lata Davis 1888,
- Oxyrhina trigonodon Agassiz 1843,
- Oxyrhina tumula Agassiz 1856

Le requin mako à grandes dents ou simplement le requin mako géant (Carcharodon hastalis ou Cosmopolitodus hastalis) est une espèce éteinte de requins Lamniformes appartenant au genre Carcharodon, et non au genre Isurus.

## Présentation
Il est aussi connu sous le nom de Isurus hastalis, Oxyrhina hastalis, Isurus xiphodon (Louis Agassiz, 1843 (no. 83171)), Oxyrhina xiphodon, (Louis Agassiz, 1843 (no. 83170)).
Ses dents peuvent atteindre des longueurs allant jusqu'à 7,5 cm et se trouvent dans le monde entier. On pense qu'il est un ancêtre du grand requin blanc, un fait illustré par l'espèce de transition Carcharodon hubbelli, et probablement l'un des principaux prédateurs dans son écosystème; s'attaquant aux petites baleines et autres mammifères. Carcharodon hastalis a vécu de l'Éocène au Pliocène (il y a 58,7 à 0,781 Ma).

## Étymologie
Le nom de Carcharodon hastalis veut dire requin aux dents larges, car les plus grandes dents de ce requin mesuraient 8 cm et étaient larges de 2 cm, en tout cas moins que le mégalodon qui lui possédait des dents de 18 cm de long pour une largeur de 9 cm.
- Carcharodon est dérivé du grec ancien κάρχαρος kárkharos qui signifie déchiqueté, et ὀδών odṓn qui signifie dent.
- Cosmopolitodus est dérivé du grec ancien κοσμοπολίτης kosmopolítēs qui signifie citoyen du monde et ὀδών odṓn qui signifie dent.
- Le nom d'espèce hastalis est peut-être dérivé du mot latin hasta signifiant lance.
- Le synonyme couramment utilisé xiphodon est dérivé du grec ancien ξίφος xíphos qui signifie épée et ὀδών odṓn qui signifie dent.

## Description

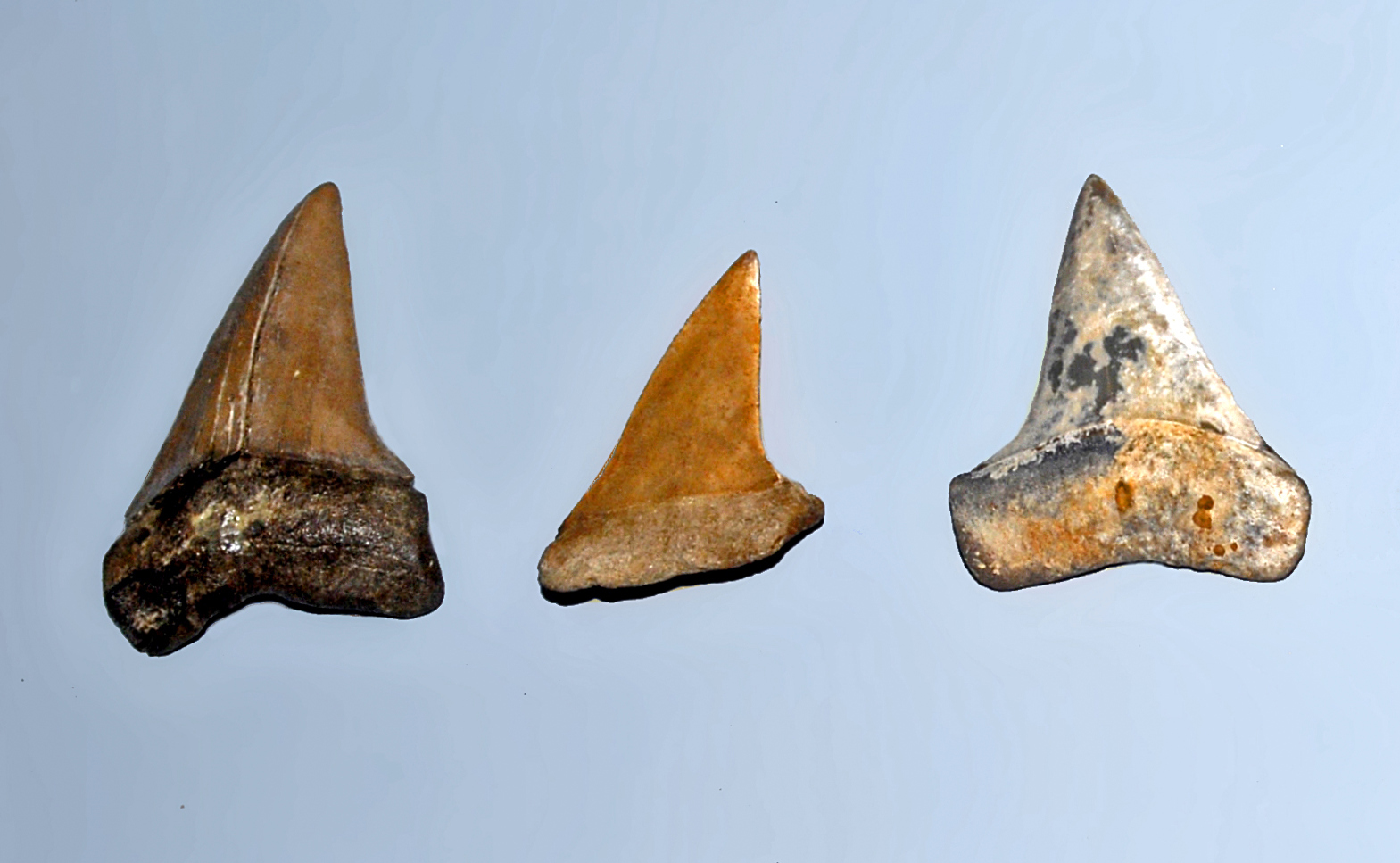
Dents fossilisées de Carcharodon hastalis.

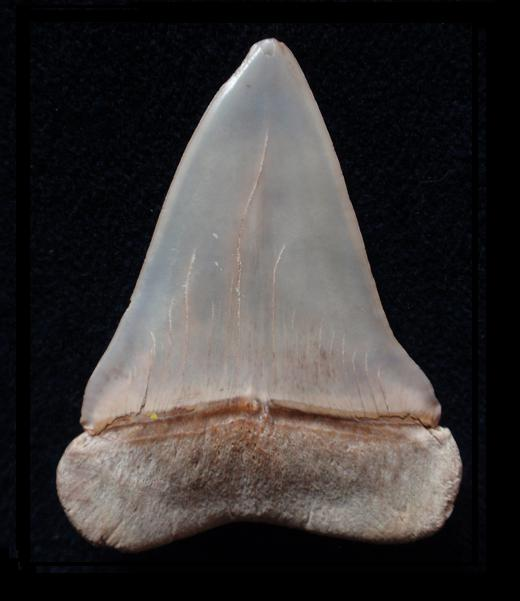
Dent appartenant à l'un des spécimens avec sa ressemblance frappante avec celles de Carcharodon megalodon.

Les dents de Isurus hastalis peuvent atteindre jusqu'à 7,5 cm de longueur, suggérant un très grand requin. Son corps était probablement très semblable à celui des grands blancs modernes. On pense également qu'il a une distribution cosmopolite, avec des dents retrouvées aux quatre coins du monde. Ses dents ressemblent beaucoup à celles du Mégalodon. Les dents supérieures sont larges, aplaties, et les dents inférieures plus étroites et plus épaisses.
L'espèce est également divisée en deux formes basées sur la morphologie de la dent, chacune avec une ligne d'évolution unique.

### Forme large

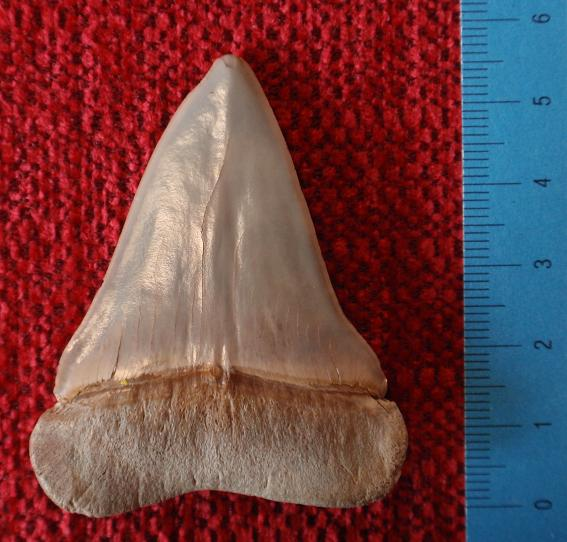
Un exemple de forme large de la dent du C. hastalis.

La forme large est caractérisée par des dents de forme large souvent décrites comme étant identiques à celles des grands requins blancs modernes en plus du manque de dentelures. Les preuves fossiles montrent que la forme large est l'ancêtre direct du genre Carcharodon, et les spécimens de la Formation de Pisco au Pérou montrent une mosaïque évolutionnaire entre eux.
Cette forme est également communément étiquetée par son espèce synonyme xiphodon pour refléter sa différence avec la forme étroite, bien que cela soit scientifiquement invalide.

### Forme étroite
La forme étroite possède des dents plus minces que celles de la forme large, qui ressemblent à des dents élargies d'Isurus oxyrhinchus. Contrairement à la forme large, on pense que la forme étroite est l'ancêtre de deux espèces de requins éteintes, Isurus planus et Cosmopolitodus escheri.

## Taxonomie
Les deux formes ont d'abord été nommées en tant que deux espèces différentes sous les noms Oxyrhina xiphodon et Oxyrhina hastalis.
Une étude de Glikman en 1964 a érigé le genre Cosmopolitodus et l'a placé dans la famille des Carcharodontidae basée sur la morphologie des dents de C. hastalis, mais des études ultérieures ont déplacé l'espèce dans le genre Isurus.
En 1995, une étude du paléochirurgien Mikael Siverson a fait un réexamen des dents et a montré qu'Isurus hastalis était un ancêtre direct du grand requin blanc moderne plutôt qu'un mako, et a ressuscité le genre Cosmopolitodus pour refléter l'ancêtre,.
Dans un article de Purdy et al. (2001), le synonyme xiphodon, disparu depuis longtemps, a été relancé et réaffecté à la forme large de C. hastalis. Bien que cette réaffectation ait été rapidement déclarée nomen dubium par d'autres scientifiques, le synonyme est encore couramment utilisé aujourd'hui comme un nom alternatif pour la forme large.
Une étude de Ehret et al. (2012) fait remarquer que la seule différence qui sépare Cosmopolitodus et Carcharodon était l'absence de dentelures et de cusplets latéraux, et que certaines dents du Miocène tardif présentaient des dentelures basales, suggérant que C. hastalis pourrait être réaffecté au genre Carcharodon, faisant ainsi une chronospécie.

## Présence en France
Ses restes fossilisés sont par exemple présents dans les faluns de Bretagne.